# Хронологија радничког покрета и КПЈ 1921.
| претходна целина: ◄ до 1919. |                              |
| Хронологија радничког покрета и Комунистичке партије Југославије од 1919. до 1929. године 1919. 1920. 1921. 1922. 1923. 1924. 1925. 1926. 1927. 1928. 1929. | следећа целина: 1930—1939. ► |

Хронолошки преглед важнијих догађаја везаних за Раднички покрет Југославије и Комунистичку партију Југославије (КПЈ), као и општа политичка дешавања која су се догодила у Краљевини Срба, Хрвата и Словенаца током 1921. године.
| Јануар Фебруар Март Април Мај Јун Јул Август Септембар Октобар Новембар Децембар |

## 1921. година
Година 1921. је остала обележена као година у којој је де факто забрањен рад Комунистичке партије Југославије, доношењем Закона о заштити државе којим је свака комунистичка делатност била кажњива. Годину су обележили и атентати на краља Александра и министра Милорада Драшковића, које су извршили припадници групе „Црвена правда“, који су се одлучили на индивидуални терор. У току ове године дошло је и до цепања радничког покрета, оснивањем режимских и прорежимских синдиката, да би се смањио утицај комуниста на раднике.
Сам почетак године обележило је формирање нове Владе, на чијем је челу био Никола Пашић. Током фебруара основан је Хрватски раднички савез, који је био покушај хрватских националних политичара да у своју политичку борбу укључе и раднике, али без већег значаја. Такође у фебруару је основана и илегална левичарска организација „Црвена правда“, која се у жељи за осветом власти због доношења „Обзнане“ определила за индивидуални терор. Њихови атентати су нанели штету КПЈ, јер је власт на њих одговорила доношењем Закона о заштити државе.
Март месец су обележили смрт прогнаног краља Николе, што је касније утицало на смиривање политичке ситуације у Црној Гори, као и штрајк рудара у Лабину, познат и као „Лабинска република“, који је и имао велики утицај на италијански и југословенски раднички покрет. Крајем марта у Сплиту је основана националистичка организација ОЈРУНА, која је касније била оружје власти у борби против комуниста. Такође крајем марта је формирана Социјалистичка радничка партија Југославије, коју су сачињавали бивши чланови КПЈ, који су је напустили на Вуковарском конгресу. Ова партија је у децембру променила назив у Социјалистичка партија Југославије. У току априлу су бивши чланови КПЈ, преузели од комуниста и руковођење Радничком комором Србије.
Празник рада 1. мај ове године није обележен, због строжих мера полиције, а његов покушај у Сарајеву се завршио хапшењем. Такође мај месец су обележили раднички штрајкови, као и оснивање про режимског Главног радничког савеза, чији је циљ био да смањи утицај комуниста на раднике. Током јуна КПЈ је донела одлуку о формирању паралелног руководства у иностранству тзв „Заменичког Извршног одбора“, због све веће претње хапшења партијског руководства, које се налазило у земљи. Убрзо потом комунисти народни посланици су у знак протеста због доношења Обзнане напустили парламент. Крајем јуна је одржан и Трећи конгрес Коминтерне на ком је комунистичким партијама саветовано да се обустави свака оружана акција у циљу револуције и да се почне радити на стварању јединственог фронта радничке класе. И поред овог става, група припадника Црвене правде је најпре 2. маја у Београду извршила неуспели атентат на Милорада Драшковића, министра унутрашњих послова и аутора Обзнане, а потом 28. јуна на краља Александра. Истог дана скупштина је усвојила и први устав Краљевине СХС тзв Видовдански устав.
После два неуспела атентата, који су извршили припадници „Црвене правде“, Алија Алијагић је 21. јула успео да убије Милорада Драшковића. Ово је навело власт да донесе Закон о заштити државе којом је дефакто забрањен рад КПЈ, њеним посланицима одузети мандати, а свако комунистичко деловање је сматрано противзаконито. Половином августа је умро краљ Петар I, па га је на челу земље и званично наследио син Александар. Крајем августа дошло је до формирања Хрватског блока, које су сачињавале националне политичке партије из Хрватске, предвођене Хрватском народном сељачком странком.
У току септембра је основан Међусавезни синдикални одбор Југославије, који је представљао легалан продужетак рада синдиката којим су руководили комунисти. Такође у Бечу је формирано паралелно руководство КПЈ, које је било у иностранству. Током октобра одржано је суђење припадницима Црвене правде, на ком је Алија Алијагић осуђен на смрт, а остали на временске казне.

### Календар
|            |            |            |            |            |            |            |  |             |             |             |             |             |             |             |  |               |               |               |               |               |               |               |  |             |             |             |             |             |             |             |  |              |              |              |              |              |              |              |  |              |              |              |              |              |              |              |
| Јануар ’21 | Јануар ’21 | Јануар ’21 | Јануар ’21 | Јануар ’21 | Јануар ’21 | Јануар ’21 |  | Фебруар ’21 | Фебруар ’21 | Фебруар ’21 | Фебруар ’21 | Фебруар ’21 | Фебруар ’21 | Фебруар ’21 |  | Март ’21      | Март ’21      | Март ’21      | Март ’21      | Март ’21      | Март ’21      | Март ’21      |  | Април ’21   | Април ’21   | Април ’21   | Април ’21   | Април ’21   | Април ’21   | Април ’21   |  | Мај ’21      | Мај ’21      | Мај ’21      | Мај ’21      | Мај ’21      | Мај ’21      | Мај ’21      |  | Јун ’21      | Јун ’21      | Јун ’21      | Јун ’21      | Јун ’21      | Јун ’21      | Јун ’21      |
| П          | У          | С          | Ч          | П          | С          | Н          |  | П           | У           | С           | Ч           | П           | С           | Н           |  | П             | У             | С             | Ч             | П             | С             | Н             |  | П           | У           | С           | Ч           | П           | С           | Н           |  | П            | У            | С            | Ч            | П            | С            | Н            |  | П            | У            | С            | Ч            | П            | С            | Н            |
|            |            |            |            |            | 1          | 2          |  |             | 1           | 2           | 3           | 4           | 5           | 6           |  |               | 1             | 2             | 3             | 4             | 5             | 6             |  |             |             |             |             | 1           | 2           | 3           |  |              |              |              |              |              |              | 1            |  |              |              | 1            | 2            | 3            | 4            | 5            |
| 3          | 4          | 5          | 6          | 7          | 8          | 9          |  | 7           | 8           | 9           | 10          | 11          | 12          | 13          |  | 7             | 8             | 9             | 10            | 11            | 12            | 13            |  | 4           | 5           | 6           | 7           | 8           | 9           | 10          |  | 2            | 3            | 4            | 5            | 6            | 7            | 8            |  | 6            | 7            | 8            | 9            | 10           | 11           | 12           |
| 17         | 18         | 19         | 20         | 21         | 22         | 23         |  | 21          | 22          | 23          | 24          | 25          | 26          | 27          |  | 21            | 22            | 23            | 24            | 25            | 26            | 27            |  | 18          | 19          | 20          | 21          | 22          | 23          | 24          |  | 16           | 17           | 18           | 19           | 20           | 21           | 22           |  | 20           | 21           | 22           | 23           | 24           | 25           | 26           |
| 10         | 11         | 12         | 13         | 14         | 15         | 16         |  | 14          | 15          | 16          | 17          | 18          | 19          | 20          |  | 14            | 15            | 16            | 17            | 18            | 19            | 20            |  | 11          | 12          | 13          | 14          | 15          | 16          | 17          |  | 9            | 10           | 11           | 12           | 13           | 14           | 15           |  | 13           | 14           | 15           | 16           | 17           | 18           | 19           |
| 24         | 25         | 26         | 27         | 28         | 29         | 30         |  | 28          |             |             |             |             |             |             |  | 28            | 29            | 30            | 31            |               |               |               |  | 25          | 26          | 27          | 28          | 29          | 30          | 31          |  | 23           | 24           | 25           | 26           | 27           | 28           | 29           |  | 27           | 28           | 29           | 30           |              |              |              |
| 31         |            |            |            |            |            |            |  |             |             |             |             |             |             |             |  |               |               |               |               |               |               |               |  |             |             |             |             |             |             |             |  | 30           | 31           |              |              |              |              |              |  |              |              |              |              |              |              |              |
|            |            |            |            |            |            |            |  |             |             |             |             |             |             |             |  |               |               |               |               |               |               |               |  |             |             |             |             |             |             |             |  |              |              |              |              |              |              |              |  |              |              |              |              |              |              |              |
| Јул ’21    | Јул ’21    | Јул ’21    | Јул ’21    | Јул ’21    | Јул ’21    | Јул ’21    |  | Август ’21  | Август ’21  | Август ’21  | Август ’21  | Август ’21  | Август ’21  | Август ’21  |  | Септембар ’21 | Септембар ’21 | Септембар ’21 | Септембар ’21 | Септембар ’21 | Септембар ’21 | Септембар ’21 |  | Октобар ’21 | Октобар ’21 | Октобар ’21 | Октобар ’21 | Октобар ’21 | Октобар ’21 | Октобар ’21 |  | Новембар ’21 | Новембар ’21 | Новембар ’21 | Новембар ’21 | Новембар ’21 | Новембар ’21 | Новембар ’21 |  | Децембар ’21 | Децембар ’21 | Децембар ’21 | Децембар ’21 | Децембар ’21 | Децембар ’21 | Децембар ’21 |
| П          | У          | С          | Ч          | П          | С          | Н          |  | П           | У           | С           | Ч           | П           | С           | Н           |  | П             | У             | С             | Ч             | П             | С             | Н             |  | П           | У           | С           | Ч           | П           | С           | Н           |  | П            | У            | С            | Ч            | П            | С            | Н            |  | П            | У            | С            | Ч            | П            | С            | Н            |
|            |            |            |            | 1          | 2          | 3          |  | 1           | 2           | 3           | 4           | 5           | 6           | 7           |  |               |               |               | 1             | 2             | 3             | 4             |  |             |             |             |             |             | 1           | 2           |  |              | 1            | 2            | 3            | 4            | 5            | 6            |  |              |              |              | 1            | 2            | 3            | 4            |
| 4          | 5          | 6          | 7          | 8          | 9          | 10         |  | 8           | 9           | 10          | 11          | 12          | 13          | 14          |  | 5             | 6             | 7             | 8             | 9             | 10            | 11            |  | 3           | 4           | 5           | 6           | 7           | 8           | 9           |  | 7            | 8            | 9            | 10           | 11           | 12           | 13           |  | 5            | 6            | 7            | 8            | 9            | 10           | 11           |
| 11         | 12         | 13         | 14         | 15         | 16         | 17         |  | 15          | 16          | 17          | 18          | 19          | 20          | 21          |  | 12            | 13            | 14            | 15            | 16            | 17            | 18            |  | 10          | 11          | 12          | 13          | 14          | 15          | 16          |  | 14           | 15           | 16           | 17           | 18           | 19           | 20           |  | 12           | 13           | 14           | 15           | 16           | 17           | 18           |
| 18         | 19         | 20         | 21         | 22         | 23         | 24         |  | 22          | 23          | 24          | 25          | 26          | 27          | 28          |  | 19            | 20            | 21            | 22            | 23            | 24            | 25            |  | 17          | 18          | 19          | 20          | 21          | 22          | 23          |  | 21           | 22           | 23           | 24           | 25           | 26           | 27           |  | 19           | 20           | 21           | 22           | 23           | 24           | 25           |
| 25         | 26         | 27         | 28         | 29         | 30         | 31         |  | 29          | 30          | 31          |             |             |             |             |  | 26            | 27            | 28            | 29            | 30            |               |               |  | 24          | 25          | 26          | 27          | 28          | 29          | 30          |  | 28           | 29           | 30           | 31           |              |              |              |  | 26           | 27           | 28           | 29           |              | 31           |              |
|            |            |            |            |            |            |            |  |             |             |             |             |             |             |             |  |               |               |               |               |               |               |               |  | 31          |             |             |             |             |             |             |  |              |              |              |              |              |              |              |  |              |              |              |              |              |              |              |
|            |            |            |            |            |            |            |  |             |             |             |             |             |             |             |  |               |               |               |               |               |               |               |  |             |             |             |             |             |             |             |  |              |              |              |              |              |              |              |  |              |              |              |              |              |              |              |

## Догађаји 1921.
| Јануар Фебруар Март Април Мај Јун Јул Август Септембар Октобар Новембар Децембар |

### Јануар

#### 1. јануар
- Формирана нова Влада Краљевине СХС на чијем је челу био Никола Пашић, председник Народне радикалне странке (ова Влада постојала је са неколико реконструкција до 27. марта 1923. када је после одржавања парламентарних избора формирана нова Влада Николе Пашића). За време мандата ове Владе донет је 1. августа „Закон о заштити државе“ којим је „де факто“ забрањен даљи рад Комунистичке партије Југославије, као и свако друго комунистичко деловање.

#### 10. јануар
- Централно партијско веће КПЈ и Централно синдикално веће поднели представку Уставотворној скупштини Краљевине СХС тражећи од ње да се о доношењу „Обзнане” изврши парламентарна анкета.
- У Београду Извршни одбор Радничке коморе предао Влади Краљевине СХС Меморандум у ком се захтева поновно отварање радничких синдиката, повлачење наредбе о милитаризацији рудника и железница, предузимање мера за ублажавање беспослице и помоћ беспосленима, као и поштовање Уредбе и осмочасовном радном времену.[1]

#### 29. јануар
- У Љубљани одржан Конгрес металаца Словеније на ком је обновљено Централно друштво металаца Словеније, које је прекинуло односе са Савезом металаских радника Југославије. После њих су још нека словеначки синдикални савези, такође под утицајем словеначких социјалдемократа, прекинули односе са комунистичким ЦРСВЈ.[1]

#### 31. јануар
- Група народних посланика КПЈ из Босне и Херцеговине — Јаков Ластрић, Данко Мадунић, Ђуро Ђаковић и Митар Трифуновић, којима су се придружила и два посланика из Словеније — Миха и Валентин Коен, поднела је интерпелацију министру шума и руда Хинку Кризману и министру унутрашњих дела Милораду Драшковићу због насилног гушења штрајка рудара у Босни и Херцеговини и Словенији.[1]

### Фебруар

#### 19. фебруар
- У Загребу основан Хрватски раднички савез (ХРС) који се налазио под идејним, политичким и акционим утицајем Хрватске републиканске сељачке странке (ХРСС). Деловао је до 1929. године, када је заједно са осталим синдикалним организацијама забрањен увођењем „шестојануарске диктатуре“, а поново је обновљен 1935. године. У почетку свог деловања, до 1929. године, његов основни циљ је био ширење политичког утицаја ХРСС на раднике, који су до тада углавном били под утицајем КПЈ. У овом периоду углавном је остваривао утицај на комуналне раднике из Загреба и део рудара у Хрватском загорју. После обнове рада 1935. године, био је режимска организација чији је задатак био спречавања утицаја комуниста на раднике у Хрватској. Од 1941. до 1945. године налазио се у рукама усташког покрета.[1]

#### у току фебруара
- У Загребу основана илегална левичарска организација „Црвена правда“, која се залагала за револуционарну борбу против буржоаског режима. Као један од видова те борбе они су изабрали тзв „индивидуални терор“. У Извршни одбор организације тада су изабрани — Рудолф Херцигоња, Родољуб Чолаковић и Јанко Мишић. Поред њих чланови организације су били — Димитрије Лопандић, Алија Алијагић, Маријан Стилиновић, Стева Ивановић, Никола Петровић и Златко Шнајдер. Они су тада одлучили да организују убиство министра унутрашњих дела Милорада Драшковића, као одмазду за доношење „Обзнане“ (ово убиство је неуспешно покушано 3. маја у Београду, а успешно је извршено 21. јула у Делницама).[2]

| Јануар Фебруар Март Април Мај Јун Јул Август Септембар Октобар Новембар Децембар |

### Март

#### 2. март
- У Антибу, код Нице (Француска), умро краљ Никола Петровић (1840—1921), владар Књажевине Црне Горе од 1860. до 1910. и владар Краљевине Црне Горе од 1910. до 1918. године. Првобитно је био сахрањен у руској православној цркви у Сан Рему, а 1989. године његови посмртни остаци су пренети и сахарњени на Цетињу.
- У Лабину, у Истри (тада у саставу Краљевине Италије) отпочео штрајк рудара Рашких рудника у ком је учествовало око 2.000 рудара. Повод за избијање штрајка био је фашистички терор над радницима. Рудари су 4. марта преузели рудник у своје руке и прогласили тзв „Лабинску републику“. Руковођење рудником је преузело Веће рудара, а на челу читавог покрета је био Савет рудара и Акциони комитет. Један од најистакнутијих вођа лабинске републике био је Ђовани Папан. За одбрану рудника рудари су организовали „црвену стражу“. Италијанска војска је после неколико неуспешних покушаја да заузме рудник у томе успела тек 8. априла, када је употребила и два ратна брода. Штрајк лабинских рудара имао је великог утицаја на раднички покрет у Италији и Југославији.[3]

#### 23. март
- У Сплиту основана Југословенска напредна националистичка омладина (касније Организација југословенских националита - ОРЈУНА). Један од циљева ове организације био је организовање борбе против револуционарног радничког покрета, а она се омасовила у јулским демонстрацијама после убиства министра Драшковића. Сукоби између присталица комунистичког покрета и орјунаша прерастали су у праве мале оружне битке, а најчешће је до њих долазило у Словенији и Далмацији. Као жртва орјунашког терора у Београду је 4. априла 1936. убијен студент Жарко Мариновић.[3]

- Извршена реконструкција Влада Краљевине СХС. На челу Владе је остао Никола Пашић, председник Народне радикалне странке, а у Владу су укључени и чланови Југословенске муслиманске организације (ЈМО) — Мехмед Спахо и Хамдија Карамехмедовић, са којима је власт постигла споразум 15. марта (ова Влада поново је реконструисна у децембру).

#### 27. март
- У Београду 27. и 28. марта одржана Земаљска социјалистичка конференција на којој је организована Социјалистичка радничка партија Југославије (СРПЈ). У њу су тада ушле центрумашке групе из Србије и Босне и Херцеговине (искључени из КПЈ децембра 1920.) и део Немаца социјалиста из Баната. Конференцији су присуствовали и делегати Југословенске социјалдемократске странке (ЈСДС), али они нису ступили у ови партију, као ни центрумаши из Хрватске (напустили КПЈ после Вуковарског конгреса). На Конференцији су усвојена „Начела и програм“ и „Статут СРПЈ“ (индентичан оном усвојеном на Конгресу уједињења, само очишћен од свега комунистичког). Крајем маја Партији су приступили и центрумаши из Хрватске, а она се 18. децембра утопила у Социјалистичку партију Југославије.[4]

- У Сарајеву од 27. до 29. марта одржан Први оснивачки конгрес Југословенског новинарског удружења (ЈНУ), на коме је одлучено да дотадашња новинарска друштва постану секције ЈНУ. За првог председника удружења изабран је Душан Николајевић, за генералног секретара Моша Пијаде, а за благајника Ратко Парежанин (Моша Пијаде је на овој функцији остао до августа, када га је полиција ухапсила и послала на одслужење петодневне затворске казне, која му је била изречена још 1919. године због једног чланка. После овога је био смењен са функције секретара).[4]

#### у току марта
- У Новом Селу, код Бијељине, формирана тзв „бијељинска група“ илегалне левичарске организације „Црвена правда“. Чланови ове организације били су — Родољуб Чолаковић, Никола Петровић, Димитрије Лопандић, Алија Алијагић и Стева Ивановић (ова група била је главни организатор и извршилац покушаја убиства, 3. маја и убиства, 21. јула министра Милорада Драшковића).[4]

### Април

#### 1. април
- У Београду, од 1. до 6. априла, одржан илегални пленарни састанак Централног партијског већа КП Југославије на ком су анализирани могући начини деловања Партије, после доношења „Обзнане“. Тада је предвиђено стварање иегалних комунистичких ћелија у државним установама, организовање комунистичких група у некомунистичким синдикатима и др.[4]

#### 3. април
- Инострана група КПЈ, на челу са Илијом Милкићем, која се налазила у Бечу, покренула је лист „Ослобођење радника је дело самих радника“, који је требало да замени орган КПЈ „Радничке новине“, чије је излажење забрањено „Обзнаном“. Лист је излазио до 1. маја и изашло је свега три броја.[5]

#### 7. април
- У Београду, 7. и 8. априла одржана пленарна седница Радничке коморе Србије (деловала на терену данашње Србије и Македоније) на којој се расправљало о могућностима да Комора помогне акцију за отварање синдиката, који су били суспендовани „Обзнаном“. Тада је дошло до сукоба чланова Коморе - оних који су били присталице „центрумаша“ и оних који су били присталице комуниста. Комунисти, који су чинили већину, су тада одлучили да поднесу оставке на чланство у Комори и тиме приморају Владу да обнови синдикате. Центрумаши су ово искористили и одбивши да дају оставке преотели руководство Комором.[5]

#### 8. април
- Поводом годишњице „суботичких догађаја“ (априла 1920. током генералног штрајка железничара у Суботици је избила оружана радничка побуна, коју је власт лако угушила) режимска штампа је почела да шири вести да би у случају социјалистичке револуције у земљи италијанске и мађарске трупе ушле у Југославију и раскомадале је. Такође министар унутрашњих дела и аутор „Обзнане“ Милорад Драшковић је ово истицао у свом излагању у Народној скупштини, 8. априла, током одговора на интерпелације Симе Марковића против доношења „Обзнане“ (тврдње о страној интервенцији у Југославији, режимска штампа, је нарочито користила у периоду јул-август, непосредно после убиства министра Драшковића).[5]

#### 12. април
- У Загребу полиција због „комунистичке активности“ ухапсила Вељка Каузларића, Јанка Мишића, Златка Шнајдера (под илегалним именом Ђура Радосављевић) и Маријана Стилиновића. Приликом претреса стана Јанка Мишића, када су и ухапшени Мишић и Шнајдер, полиција је пронашла два револвера и једну бомбу. Убрзо потом били су ухапшени и Стјепан Цвијић, Ервин Цвегер, Милан Волнар и Концир. У току истраге, Мишић, Шнајдер и Стилиновић су били оптужени за припрему атентата на Милорада Драшковића (крајем маја им је било одржано суђење), док су остали пуштени.

| Јануар Фебруар Март Април Мај Јун Јул Август Септембар Октобар Новембар Децембар |

### Мај

#### 1. мај
- У Сарајеву комунисти, под руководством Косте Новаковића, Едхема Булбуловића и Ђуре Ђаковића, покушали да организују првомајске манифестације на улицама, али су се након интервенције полиције разишли. Овом приликом полиција је ухапсила неколико чланова КПЈ.[5]

#### 3. мај
- У Београду, испред кафане „Коларац“, Никола Петровић, студент и члан организације „Црвена правда“, извршио неуспели атентат на Милорада Драшковића, министра унутрашњих дела у Влади Краљевине СХС и аутора „Обзнане“.

#### 10. мај
- У Ртњу, код Бољевца, избио штрајк рудара због прогања рудара-комуниста, смањивања дневница и повећања радног времена. У штрајку је учествовало 216 рудара.

#### 11. мај
- У Сиску током 11. и 12. маја трајао генерални штрајк око 1.200 радника због непризнавања синдикалне организације и ометања избора радничких поверенкиа. Штрајк је завршен успешно.[5]

#### 13. мај
- У Београду избио штрајк 59 радница у фабрици платна „Браћа Илић“, јер су послодавци хтели да смање наднице за четвртину. У штрајк су се умешали центрумаши и он је завршен после четири дана делимичним успехом.[5]

#### 19. мај
- Влада Краљевине СХС донела одлуку да дозволи даљи рад суспендованим синдикатима Централног радничког синдикалног већа Југославије (ЦРСВЈ). Рад им је одобрен као економским и непартијским орагнизацијама, а Министарство социјалне политике је било овлашћено да контролише рад синдиката, да не би поново пали у руке комуниста. Ова одлука саопшетна је представницима синдикта 23. маја. Такође је одлучено да се Раднички домови у Београду — на Славији и Звездари, као и штампарија „Димитрије Туцовић“ предају Социјалистичкој радничкој партији.[6]

#### 21. мај
- Влада Краљевине СХС изадала је „Уредбу о инспекцији рада“ (која је 31. децембра постала „Закон о инспекцији рада“) чији је задатак био да се стара о доследном примењивању законских прописа о заштити радника. Тада је основана Средишна инспекција рада, 21 обласна инспекција и више специјалних инспекција рада.[6]

#### 22. мај
- У Београду основан Главни раднички савез (ГРС). Оснивачи овог савез су били истакнути синдикални функционери центрумашке оријентације из Београда. Ко формални оснивачи савеза приказани су Савези металских радника, монополских радника, железничких радника, речних бродара и железничара (у чијим су вођствима центрумаши имали већину). Режим је био наклоњен ГРС-у јер је сматрао да ће на тај начин смањити утицај комуниста на синдикате, а полиција му је, после одлуке Владе о враћању имовине синдиката, доделила највећи део имовине ЦРСВЈ. Секретар ГРС-а је био Лука Павићевић.[6]

#### 23. мај
- На територији Хрватске и Славоније, од 23. маја до 4. јуна трајао генерални штрајк рудара због снижења плата за 25% и отпуштања око 2.000 рудара. Штрајк је оргнизовао и предводио Општи раднички савез (био под утицајем социјалиста) који је био неспреман да се доследно бори за радничке интересе и штрајк је завршен неуспехом.[6]

#### 27. мај
- У Загребу од 27. до 31. маја одржано суђење Јанку Мишићу, Златку Шнајдеру и Маријану Стилиновићу. Они су били ухапшени крајем априла због „комунистичке активности“, а пошто је у међувремену био извршен неуспели атентат на министра унутрашњих дела Милорада Драшковића (3. маја), они су били оптужени за организовање овог атентата (полиција је приликом хапшења код њих пронашла три револвера и две бомбе, као и једну преписку између Шнајдера и Стилиновића). На суђењу није доказана њихова веза са покушајем атентата и према првобитној пресуди Златко Шнајдер је због комунистичке активности био осуђен на месец дана затвора, а остала двојица ослобођена оптужби. Пошто је тужилац уложио жалбу на ову пресуду, они су задржани у притвору, а ново суђење им је одржано тек 4. октобра, када су ослобођени свих оптужби и пуштени на слободу (иако је у међувремену, 21. јула у Делницама извршен нови атентат у којем је убијен Милорад Драшковић, полиција и суд нису успели да повежу њихово деловање са остатком групе Црвена правда, која је извела атентат).

#### у току маја
- У Софији (Краљевина Бугарска) одржана Друга конференција Балканске комунистичке федерације, којој су присуствовали делегати комунистичких партија из Југославије, Бугарске, Грчке и Румуније. Делегат КПЈ на Конференцији је био Моша Пијаде.[6]

| Јануар Фебруар Март Април Мај Јун Јул Август Септембар Октобар Новембар Децембар |

### Јун

#### 2. јун
- У Београду 2. и 3. јуна одржана пленарна седница Централног партијског већа КП Југославије на којој је донета Резолуција о политичкој и економској ситуацији у земљи, која је садржала акциони програм КПЈ под новим условима. На седници су: усвојене одлуке Друге конференције Балканске комунистичке федерације о стварању „револуционарног пролетерско-сељачког фронта“; истакнута потреба да се убрза и појача рад на стварању илегалних партијских организација; одређен састав тзв „Заменичког Извршног одбора ЦПВ КПЈ“, уколико дође до хапшења чланова Извршног одбора (што се и догодило неколико месеци касније).[6]

#### 11. јун
- Народни посланици са листе КПЈ напустили Скупштину и одлучили се на бојкот парламента у знак протеста због доношења „Обзнане“ и прогањања припадника револуционарног радничког покрета.[6]

#### 19. јун
- У Београду 19. и 20. јуна одржана пленарна седница Централног радничког синдикалног већа Југославије (ЦРСВЈ) на којој се расправљало о стању синдикалног покрета у земљи, о организацији, агитацији и финансијским проблемима синдиката. На седници је донета Резолуција у којој је прецизиран даљи начин рада — да се ради на даљем уједињењу синдикалног покрета и да се прекине било каква срадања са КПЈ (ово је био један од услова власти да дозволи отварање синдиката).[6]

#### 22. јун
- У Москви (Руска СФСР), од 22. јуна до 12. јула одржан Трећи конгрес Коминтерне на ком је донета одлука да се у време „несумњиве осеке револуције“ обустави свака оружана акција, а главни циљ је постао борба за стварање „јединственог фронта радничке класе“. У свом обраћању делегатима Лењин је указао да су и бољшевици била мала партија, која се кроз борбе стално увећавала и јачала, придобијајући не само радничке, него и сељачке и друге радне слојеве. Конгрес је анализирао акције појединих комунистичких партија на спровођењу одлука Другог конгреса (тзв „21 услов“) и осудио „бели терор“ у Југославији, Бугарској и Румунији. Делегати КПЈ на Конгресу су били: Сима Марковић, Ђуро Ђаковић, Павле Павловић, Миливоје Каљевић, Илија Милкић, Никола Јосиповић, Миодраг Манојловић, Миха Корен, Габријел Крањец, Гавра Предојевић, Душан Цекић и још четири члана СКОЈ-а.[7]

#### 28. јун
- Уставотворна скупштина Краљевине Срба, Хрвата и Словенаца усвојила први Устав Краљевине СХС „Видовдански устав“. Овај Устав је Југославију дефинисао као уставну парламентарну монархију, али са веома израженим централизмом у ком је краљ имао широка овлашћења. Од укупно 419 народних посланика за Устав је гласало свега 223, против је било 33, док је њих 158 бојкотовало гласање (укључујући посланике КПЈ, који су 11. јуна напустили скупштину).[7]

#### 29. јун
- Спасоје Стејић Баћо, члан КПЈ који се после доношења „Обзнане“ одлучио на индивидуални терор, извршио неуспели атентат на регента Александра Карађорђевића — „Видовдански атентат“. Он је са скела недоврешене зграде Министарства грађевине, на којој је радио као молер, бацио бомбу на фијакер у ком се налазио краљ, приликом повратка из зграде Народне скупштине (он је 1922. године на тзв „Видовданском процесу“ осуђен на смрт, али му је казна касније преиначена у дугогодишњу робију).[7]

### Јул

#### 3. јул
- У Москви (Руска СФСР), од 3. до 19. јула одржан Први оснивачки конгрес Црвене синдикалне интернационале (познате и под називом Профинтерна), која је била основана од стране Коминтерне са циљем да окупља комунистичке и револуционарне синдикате. Такође, задатак Профинтерне је био и да делује као противтежа утицају Социјалдемократске међународне федерације синдиката тзв „Амстердамске интернационале“. Претеча Профинтерне био је „Интернационални савет радничких синдикалних савеза“ које је основан 15. јула 1920. године. Постојала је до 1937. године када је појавом политике Народног фронта укинута. Члан Профинтерне били су Независни синдикати Југославије, све до свог укидања 1929. године.

#### 21. јул
- У Делницама, у Горском котару, Алија Алијагић, члан организације „Црвена правда“ извршио атентат на Милорада Драшковића (1873—1921), бившег министра унутрашњих дела у Влади Краљевине СХС и аутора „Обзнане“ (Драшковић се у Делницама налазио на лечењу).

#### 22. јул
- У Сплиту припадници националистичке организације „ОРЈУНА“ одржали демонстрације поводом атентата на Милорада Драшковића. Ове демонстрације биле су директно усмерене против комуниста, који су били одговорни за убиство Драшковића. Сплитски радници и комунисти су каменицама напали орјунаше, после чега је дошло до сукоба. У току ноћи, полиција је похапсила већи број радника.

### Август

#### 1. август
- Народна скупштина Краљевине СХС донела „Закон о заштити јавне безбедности и поретка у држави“ (познат и као „Закон о заштити државе“), који је ступио на снагу 3. августа. Овим законом дефинитивно је забрањен рад Комунистичке партије Југославије (КПЈ), њени посланици су искључени из Скупштине, а чланови Извршног одбора КПЈ су ухапшени и предати Суду, под изговором да су одговорни за извршене атентате и припрему „бољшевичке револуције“.[7]
- У Београду 1. и 2. августа одржан састанак представника Југословенске социјалдемократске странке, Социјалдемократске странке Југославије и Социјалистичке радничке партије Југославије на ком је створена Социјалистичка заједница Југославије. Они су тада потписали „Протокол споразума социјалистичких партија Југославије“ којим се утврђени принципи и тактика заједничког деловања до дефинитивног уједињења ових партија. У циљу уједињења формиран је Одбор уједињења који је радио на усаглашавању ставова и изради нацрта Програма, Статута и других докумената нове странке (до уједињења ових странака дошло је 18. децембра 1921. године).[7]

#### 16. август
- У Београду умро краљ Петар I Карађорђевић (1844—1921), владар Краљевине Србије од 1903. до 1918. и први владар Краљевине Срба, Хрвата и Словенаца од 1918. до 1921. године. Сахрањен је 18. августа у Цркви Светог Ђорђа на Опленцу у Тополи. На власти га је заменио млађи син Александар (који је владарске дужности од оца преузео 24. јуна 1914. године када је постао регент).

| Јануар Фебруар Март Април Мај Јун Јул Август Септембар Октобар Новембар Децембар |

### Септембар

#### 14. септембар
- У Београду одржана Конференција представника 12 синдикалних савеза, који нису приступили социјалреформистичким синдикатима. На Конференцији је прихваћена платформа за оснивање Међусавезног синдикалног одбора Југославије (МСОЈ) као земаљске инстанце Независних синдиката и изабрано његово привремено руководство (МСОЈ је предстваљао легално продужење рада ЦРСВЈ у новим условима).[8]

#### у току септембра
- У Москви (Руска СФСР) завршен рад Централног бироа југословенских комуниста при Централном комитету Руске комунистичке партије (бољшевика). Овај биро је имао велику улогу у организовању и школовању Југословенских комуниста у Совјетској Русији, а од марта 1920. до априла 1921. године курсеве је завршило 408 полазника и сви су упућени у Југославију.[8]
- У Бечу (Аустрија) југословенска комунистичка емиграција формирала Извршни одбор КПЈ у емиграцији тзв „Загранични комитет“. Пошто је претходно у јуну формиран Заменички извршни одбор КПЈ, створена су два партијска руководства — једно у земљи, друго у емиграцији. Она су често имала супротна гледишта по питању партијске политике што је изазвало забуну у редовима чланства КПЈ. Постепено су се диференцирале две струје у унутар партије - левица и десница, које ће касније прерасти у фракције.

### Октобар

#### 6. октобар
- У Загребу од 6. до 26. октобра одржано суђење Алији Алијагићу и још седморици оптужених — Родољубу Чолаковићу, Димитрију Лопандићу, Николи Петровићу, Небојиши Маринковићу и Стевану Ивановићу за организовање убиства Милорада Драшковића. Алијагић је осуђен на смртну казну (обешен је 8. марта 1922); Чолаковић, Петровић и Лопандић на 12 година, а Ивановић на две године затвора, док је Маринковић ослобођен оптужби. Оптужене је бранио адвокат Иво Политео.
- У Братислави 6. и 7. октобра одржана Конференција представника комунистичких партија из Југославије, Бугарске, Чехословачке, Аустрије, Грчке, Румуније, Мађарске и Немачке. На овој Конференцији је осуђен „бели терор“ који је вођен у неким балканским земљама и саопштно да „Мала Антанта и Мађарска припремају напад на Совјетску Русију“. По завршетку Конференције све партије су у својим земљама покренуле кампању против напада на Русију (иако се такав напад није ни припремао).[8]

#### 18. октобар
- У Загребу почео да излази лист „Штампа“, који су покренули комунисти као синдикално гласило. Од 14. јануара 1922. постао је орган Независних синдиката за Хравтску и Славонију и променио име у „Радничка штампа“. Од 5. јануара 1924. носио је име „Организовани радник“. Забрањен је 10. јануара 1929. године увођењем „шестојануарске диктатуре“. Сарадници овог листа били су многи синдикални функционери, међу којима — Јосип Броз Тито, Благоје Паровић, Иван Крндељ и др.[8]

#### 22. октобар
- У фабрици коже у Нишу дошло до кратког штрајка, који је покренут због обустављања исплате дела радничких надница. Током штрајка радници су поред исплате пуних надница, успели да се изборе и за осмочасовно радно време, плаћање прековремног рада, запослење радника преко синдикалне организације, признање Празника рада и др.[8]

#### 27. октобар
- У Београду одржана нова Конференција синдикалних организација, које нису приступиле социјалреформистичким синдикатима. На овој Конференцији, донесена су „Привремена правила Међусавезног синдикалног одбора“, утврђен је текст прогласа радничкој класи Југославије, донета је одлука о покретању листа „Организовани радник“, као централног органа организације и покретању других гласила у покрајинским центрима Југославије.[8]
- У Љубљани почео да излази лист „Радничке новости“ (словен. Delavske novice), који је био легално гласило, тада илегалног ПК КПЈ за Словенију. Уредник и издавач листа је био Емил Стефановић, а поред њега у листу су сарађивали — Владислав Фабијанчић и Ловро Клеменчич.[8]

| Јануар Фебруар Март Април Мај Јун Јул Август Септембар Октобар Новембар Децембар |

### Новембар

#### 4. новембар
- У Београду, на основу одлука Међусавезног синдикалног одбора, покренут лист „Организовани радник“. Лист је био орган Независних синдиката Југославије и излазио је два пута недељно све до 13. јануара 1929. године, када је забрањен после увођења „шестојануарске диктатуре“. Један од оснивача и први уредник листа (до пролећа 1923) је био Моша Пијаде, а после њега лист су уређивали — Јован Вуковић, Милорад Барајевић, Немања Лазаревић, Павле Поповић, Цветин Михаиловић, Никола Ђорђевић и Михаило Тодоровић. Укупно је изашло 716 бројева.[9]

#### 13. новембар
- У Београду покренут лист „Слободна реч“, који је по налогу КПЈ покренуо Моша Пијаде — он је у почетку незначаван као власник и одговорни уредник. Лист је угашен 30. априла 1922. године, услед честих полицијских забрана и финансијских проблема, а укупно је изашло 25 бројева. Поред Моше Пијаде, у листу су сарађивали и Милан Бојановић и Рајко Јовановић.[9]

#### 16. новембар
- На Београдском универзитету, уз учешће преко хиљаду студената, одржан протестни збор против одлуке Владе о укидању стипендија државним дипломцима, који су били бивши чланови Студентског комунистичког клуба. На збору је изабрана делегација која је захтеве студената предала председнику Владе Николи Пашићу и министру просвете Светозару Прибићевићу (ови протести су поновљени 11. и 14. децембра и завршени су успешно).[9]

#### 21. новембар
- У Москви (Руска СФСР), одлуком Савета народних комесара Руске СФСР, основан Комунистички универзитет националних мањина Запада (КУНМЗ), на коме су се школовали чланови комунистичких партија из западних региона Русије, а од 1929. године и чланови комунистичких партија из Централне Европе, Скандинавије, Балкана и Италије. Међу полазницима овог универзитета, налазили су се многи познати југословенски револуционари, који су се школовали на југословенском сектору, којим су руководили такође југословенски комунисти. Међу познатијим предавачима на овом универзитету били су — Јосип Броз Тито, Иван Крндељ, Божидар Масларић, Роман Филипчев, Никола Ковачевић, Брацан Брацановић и др.

#### 27. новембар
- У Загребу основан „Одбор за помоћ гладнима у Русији“, који се бавио сакупљањем помоћи за народ Руске СФСР. Оснивач овог Одбора био је новинар и револуционар Асим Бехмен. Одбор је водио низ акција за сакупљање помоћи, а фебруара 1922. године је издао брошуру „Русија умире од глади“ коју су написали Мирослав Крлежа, др И. Херцог и др Л. Поповић. Ова брошура продавала се у књижарама широм Југославије, а сва средстав су ишла у фонд Одбора. Овај одбор се крајем 1923. године укључио у Црвену помоћ Југославије.

### Децембар

#### 4. децембар
- На Београдском универзитету одржани избори за управу студентске заједнице „Побратимство“, на којима је листа комунисте Михаила Марковића Ере освојила 27 гласова.[9]

#### 8. децембар
- У Дрвару отпочео штрајк око 4.000 радника Шумско-индустријског предузећа. Штрајк је трајао седам недеља и захватио је радилишта у петровачком, кључком и саничком срезу. Завршен је делимичним успехом — радници су добили повећање надница за 50% (што је био главни захтев штрајкача), али им је радно време повећано са 8 на 10 часова.[9]

#### 11. децембар
- На Београдском универзитету поновљен протестни збор студената поводом одлуке Владе о укидању стипендија студентима-комунистима, на ком је усвојена Резолуција и изабран Одбор за предају Резолуције министру просвете Светозару Прибићевићу. На следећем протестном збору, одржаном 14. децембра, министар је обавестио студенте да је одобрио захтев за исплату обуствљених стипенидија, али да је одбио захтев за њихово повећање.[9]

#### 14. децембар
- Народна скупштина Краљевине СХС прогласила „Закон о заштити радника“, којим су измењене дотадашње „Уредба о радном времену“ (донета 1919) и „Уредба о радничким коморама“ (донета 1921). Овим Законом било је регулисано радно време и радни услови; дозвољена је слобода синдикалног организовања; слобода бирања радничких повреника, берзе рада и радничких комора и др. Александар је овај Закон прогласио 28. фебруара 1922, с тим да је ступио на снагу тек 14. јуна. Многе оредбе Закона биле су слабо примењиване од стране послодаваца, а радници су се против тога борили штрајковима и другим видовима борбе.[9]

#### 18. децембар
- У Београду одржан Конгрес на ком је су се ујединиле Социјалистичка радничка партија (центрумаша), Југословенска социјалдемократска странка и Социјалдемократска странка Југославије (оне су још у августу формирале Социјалистички савез Југославије) и створена је Социјалистичка партија Југославије (СПЈ). Ова партија формирана је с циљем да се помоћу ње сузбије политички утицај КПЈ на радничку класу. Странка је 1923. приступила Социјалистичкој интернационали, а до 1928. године превласт у руководству је имала „реформистичка десница“ предвођена Витомиром Кораћем, када је смењена од стране „центрумашке“ групе др Живка Топаловића.[9]

#### 25. децембар
- У Москви (Руска СФСР) на седници Извршног комитета и Президијума Коминтерне оцењено је да је настало „доба мира и осеке револуције“ и да је потребно „створити заједнички фронт радничке класе за одбрану од напада буржоазије“. Ова одлука утицала је на стварање коалиција (у неким земљама Европе) комуниста и социјалиста с циљем одвајања радничких маса од социјалдемократа.[9]

#### 27. децембар
- У Београду одржана Оснивачка конференција, на којој је, на основу платформе донете 14. септембра, 12 синдикалних савеза формирало Међусавезни синдикални одбор Југославије (МСОЈ) и изабрало његово руководство. (МСОЈ је предстваљао легално продужење рада ЦРСВЈ у новим условима, а 1923. је променио назив у Независне синдикате Југославије).

| Јануар Фебруар Март Април Мај Јун Јул Август Септембар Октобар Новембар Децембар |